# Ctenomys erikacuellarae
Espèce
Ctenomys erikacuellarae est une espèce de rongeurs de la famille des Ctenomyidae. Comme les autres membres du genre Ctenomys, appelés localement des tuco-tucos, c'est un petit mammifère d'Amérique du Sud bâti pour creuser des terriers. 
L'espèce a été identifiée pour la première fois en 2014 par l'équipe de Scott Gardner (d).

## Description
L'holotype de Ctenomys erikacuellarae, un mâle adulte, mesure 287 mm dont 80 mm pour la queue.

## Étymologie
Son nom spécifique, erikacuellarae, lui a été donné en l'honneur d'Erika Cuéllar (d), biologiste bolivienne engagée dans la préservation de la faune et la flore de la région de Gran Chaco.

## Publication originale
- (en) Scott L Gardner, Jorge Salazar-Bravo et Joseph A Cook, « New Species of Ctenomys Blainville 1826 (Rodentia: Ctenomyidae) from the Lowlands and Central Valleys of Bolivia », Special Publications - Museum of Texas Tech University, Lubbock, Inconnu, vol. 62, no 62,‎ 2014, p. 1-34 (ISBN 1-929330-26-X, ISSN 0149-1768, OCLC 1521585, DOI 10.5962/BHL.TITLE.142814, lire en ligne).